# Anloo
Anloo (53° 03′ N, 6° 42′ L) é uma aldeia dos Países Baixos, na província de Drente. Anloo pertence ao município de Aa en Hunze, e está situada a 10 km, a leste de Assen.
Em 2001, Anloo tinha 225 habitantes. A área urbana da aldeia é de 0.12 km², e tem 98 residências. 
A área de Anloo, que também inclui as partes periféricas da cidade, bem como a zona rural circundante, tem uma população estimada em 380 habitantes.